# Teatro romano de Dalheim
El teatro de Dalheim es un teatro romano construido en el antiguo asentamiento de Ricciacum, actual Dalheim, en Luxemburgo.
El monumento ocupa la parte norte del antiguo asentamiento, apoyado en la ladera de una colina. Construida a principios del siglo II, fue modificado varias veces hasta finales del siglo III, cuando fue abandonado y utilizada como cantera. Con un diámetro de 67 m en su último estado, su capacidad se estima en 3500 espectadores.

## Localización

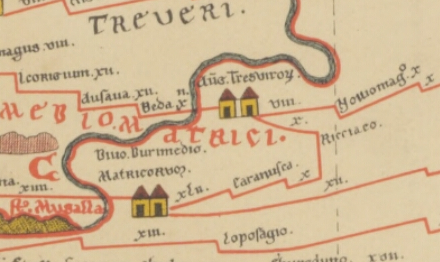
Ricciacum en la Tabula Peutingeriana.

El asentamiento de Ricciacum, mencionado en la Tabula Peutingeriana con el nombre de Ricciaco, es una etapa en la vía romana de Metz a Tréveris1. La antigua ciudad se desarrolló principalmente en una meseta. El teatro ocupa la ladera noreste de esta meseta y los baños el fondo del valle.
El complejo está situado al sur de la moderna ciudad de Dalheim. 

## Historia
El teatro en su primer estado fue construido probablemente a principios del siglo II, pero fue modificado varias veces hasta principios del siglo III. Su abandono data probablemente de la segunda mitad del siglo III. entre el 260 y el 275-276,3, cuando la ciudad fue saqueada e incendiada.
La demolición parcial del edificio en el siglo IV, acompañada de una importante recuperación de su mampostería2 , fue seguida de una importante erosión de la meseta sobre la que se asienta. Las partes inferiores de la estructura quedaron entonces enterradas bajo más de dos metros de pedregal, lo que las preservó hasta la época contemporánea.
Tras las menciones ya en el siglo XVII y las primeras excavaciones en el siglo XIX, el antiguo asentamiento de Dalheim comenzó a conocerse mejor en la década de 1970 gracias a los reconocimientos aéreos y las excavaciones sistemáticas.
El teatro fue descubierto en 1985 durante la construcción de un edificio agrícola. A continuación se realizaron tres meses de excavaciones que permitieron determinar las dimensiones y la arquitectura del monumento. El 7 de abril del año siguiente, el teatro fue incluido en el inventario complementario del patrimonio cultural nacional de Luxemburgo. Se realizaron nuevas excavaciones entre 1999 y 2003 y de nuevo en 2007.

## Descripción

Plano del teatro - último estado.

Orientado al norte-noreste, el teatro se construyó contra la ladera de una meseta, lo que limitó mucho el volumen y la complejidad de la mampostería durante la construcción, pero condicionó la arquitectura y las dimensiones del monumento.
Se han identificado cinco fases constructivas, pero en todos los casos la mampostería utiliza bloques de opus caementicium colocados entre dos paramentoss de opus vittatum. Los cascotes de esta última son de tamaño muy regular (14 × 9,5 cm); sus juntas son de hierro y luego están pintadas de rojo.

### Monumento en su origen

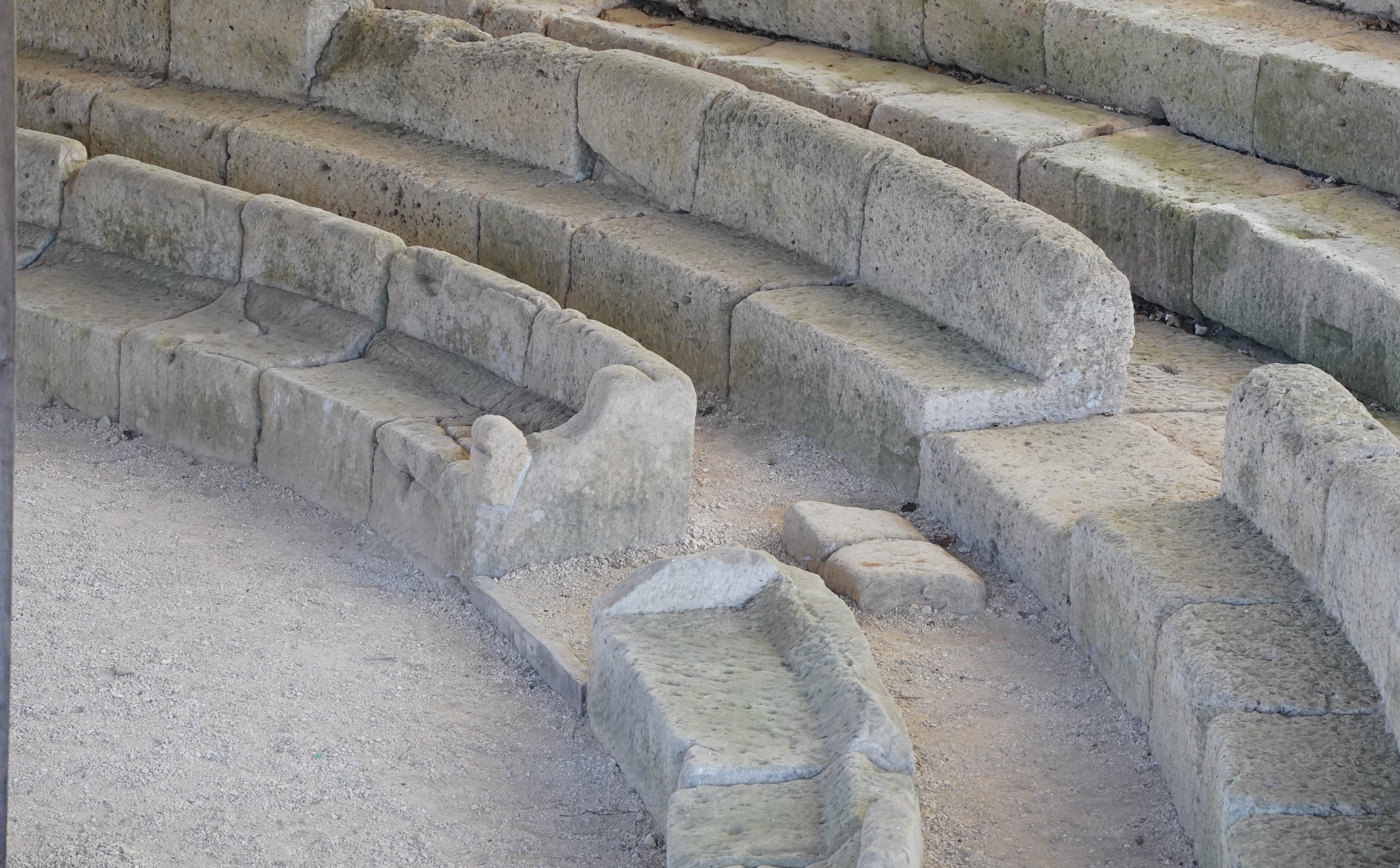
Tribunas.

En esta configuración, el diámetro de la cávea es de 62,40 m, pero no es posible determinar la arquitectura precisa de esta parte del teatro. La primera fila de gradas, la más cercana a la orchestra, es de piedra con respaldo integrado, pero es muy probable que las demás gradas fueran de madera. Se desconoce el número y la disposición de las entradas a la cávea.
La orchestra, en forma de arco de herradura, mide 15,60 m de diámetro.
La disposición del teatro y la estructura de su cávea, construida en pendiente pero parcialmente rellenada para nivelar la gradería, ejercen una gran presión sobre la base del monumento; por ello, los extremos de la cávea se reforzaron con contrafuertes semicirculares que contrarrestan la presión del relleno.

### Último estado

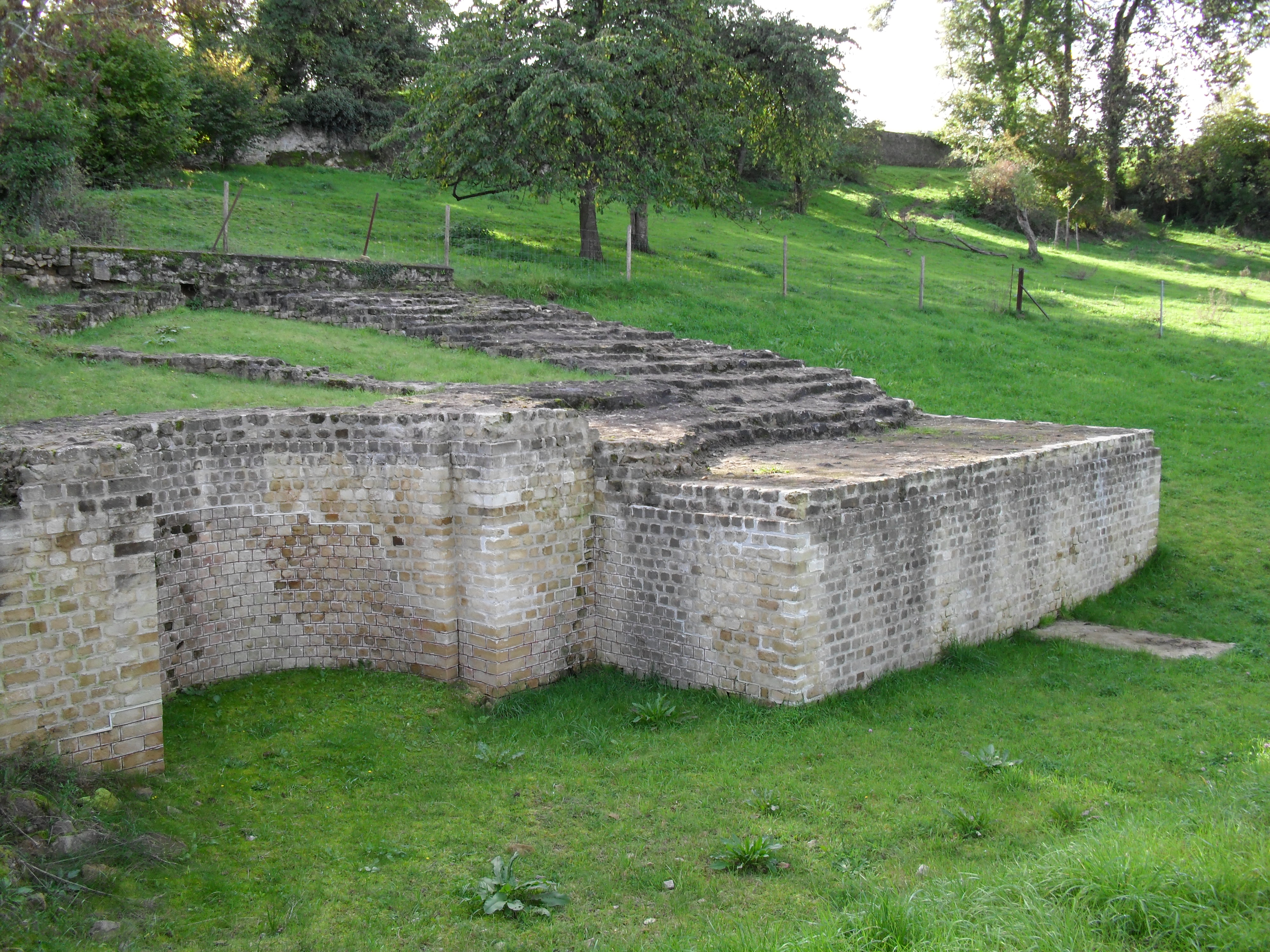
Contrafuertes

Las gradas de madera fueron sustituidas por gradas de piedra repartidas en treinta filas, de las cuales las seis más cercanas a la orchestra están bien identificadas. Eran accesibles desde el perímetro de la cávea a través de tres vomitorios (dos están formalmente identificados) y dos puertas a cada lado del edificio escénico. Al parecer, un dispositivo impedía que los espectadores que llegaban desde la parte superior de la cávea se sentaran en las primeras filas, que seguramente estaban reservadas para los notables o los espectadores habituales.
Las esquinas del teatro se reforzaron con potentes bloques de mampostería, lo que elevó el diámetro de la cávea a 67 m, y se construyeron muros de contención en el interior de la cávea, cortando las esquinas; unos dispositivos probablemente destinados a compensar el exceso de peso de las gradas de arenisca. En esta configuración, la capacidad del teatro se estima en 3500 espectadores.
El diámetro de la orquesta, ahora en forma de U, aumentó ligeramente hasta los 16,60 m. En el año 2000 se descubrió un altar de piedra arenisca en la orchestra frente a la escalera central. El edificio del escenario tiene 5,70 m de profundidad; su forma es ligeramente trapezoidal: es más estrecho (11,30 m) en contacto con la pared del escenario que en la parte posterior (11,60 m) y un muro lo separa en dos en el sentido de la longitud.